# Royal Free Hospital
Das Royal Free Hospital, auch kurz als Royal Free bezeichnet, ist ein großes Lehrkrankenhaus in London-Hampstead, Es ist Teil des National Health Service. Das “Royal Free” hat etwa 20 weitere Standorte in Nord-London und Hertfordshire. Für die Qualität seiner medizinischen Dienstleistungen und sein Finanzmanagement erhielt es Auszeichnungen (2009). Auch heute ist es finanziell besser als der Durchschnitt.

## Geschichte
Das Royal Free Hospital wurde 1828 vom Wundarzt William Marsden gegründet. Sein Ziel war es, Armen freie Heilfürsorge zu verschaffen.
Eine erste kleine Apotheke befand sich in Holborn, Greville Street 16, und nannte sich The London General Institution for the Gratuitous Care of Malignant. Nach ihrer Arbeit während einer Choleraepidemie verlieh Queen Victoria 1837 der Einrichtung mit einer Royal Charter die Privilegien einer Körperschaft des öffentlichen Rechts. Da der Bedarf für die stationäre Versorgung anstieg, wurde die Einrichtung in das Royal Free Hospital umbenannt und um 1840 in die Gray’s Inn Road verlegt.
Ein weiteres Gebäude in der Liverpool Road in Islington wurde als Isolierstation genutzt. Weiter gründete Marsden 1851 das Free Cancer Hospital in Westminster, welches im Jahr 1954 in The Royal Marsden Hospital umbenannt wurde.

### Heute
Im Jahr 1974 wurden die Einrichtungen des the Royal Free in Islington und Holborn zusammengefasst und in das gegenwärtig genutzte zwölfstöckige Hochhaus auf dem Gelände der früheren Hampstead General Hospital und North Western Fever Hospital verlegt.

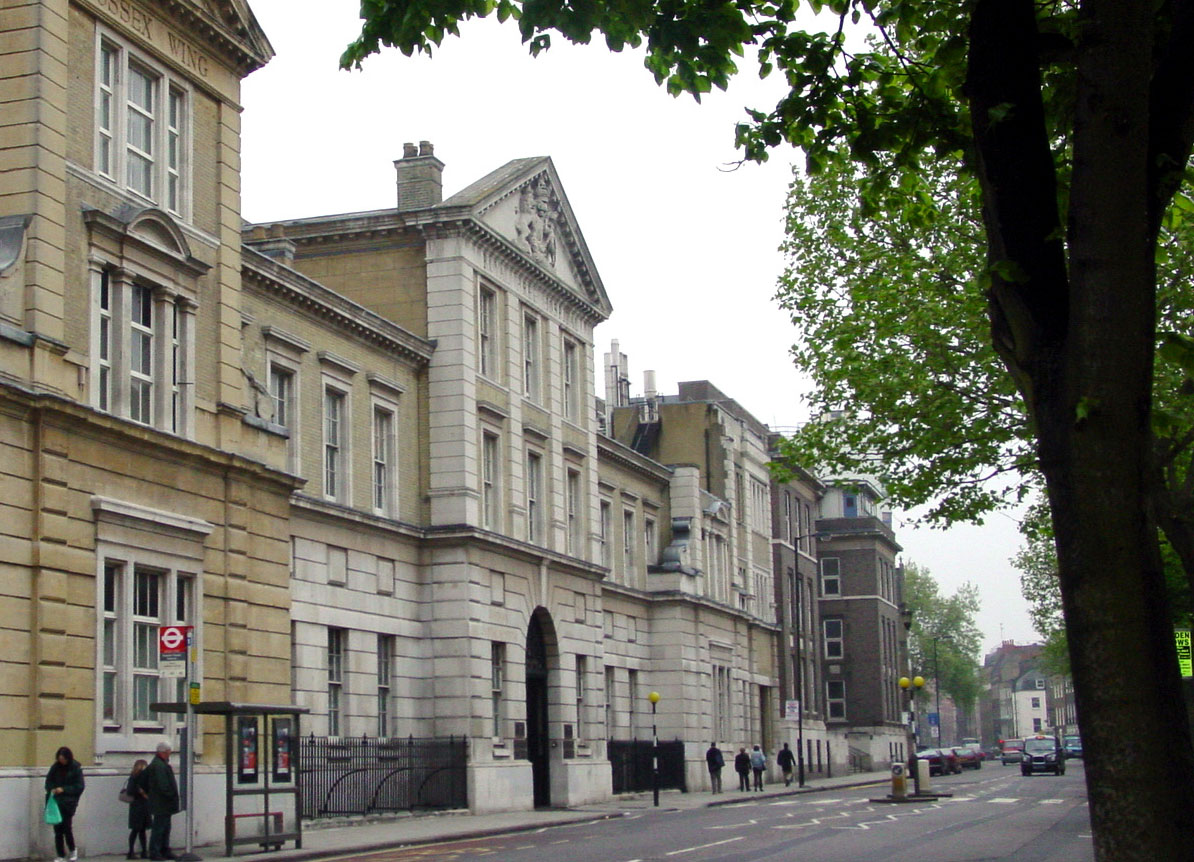
Das Gebäude in der Gray’s Inn Road, später als Eastman Dental Hospital genutzt

In dem neuen Gebäude sind auch Teile der UCL Medical School und dessen zugehöriger Forschungseinrichtungen untergebracht.

### Gleichberechtigung
Die The Royal Free Hospital School of Medicine, die seit 1998 Teil der UCL Medical School ist, war die erste Ausbildungsstätte, die im Vereinigten Königreich weibliche Ärzte ausbildete. Das Royal Free Hospital war auch das erste Lehrkrankenhaus in London, das Frauen zur Ausbildung zuließ.

### Forschungserfolge
Im Royal Free wurden in den Bereichen der Inneren Medizin (Hepatologie), der Dialyse; Nierenerkrankungen, Hämophilie, Hämatologie und der Transplantation wesentliche Fortschritte erzielt. Die von Sheila Sherlock gegründete Lebermedizin ist als eine der führenden Forschungsabteilungen dieser Art weltweit anerkannt. Die Gründerin, Sheila Sherlock, erhielt zahlreiche Ehrungen
HIV
1989 war das Royal Free das erste Krankenhaus im Vereinigten Königreich, das eine HIV-Beratung durchführte. Margaret Johnson, eine Pneumologin, baute das Royal Free Centre for HIV Medicine auf, das bei der Behandlung eine führende Rolle einnimmt.
Das Zentrum für ambulante Behandlung, das Charleson-Zentrum wurde 1992 vom Schauspieler Ian McKellen eröffnet. Der zugehörige Garten wurde 2003 von Elton John eröffnet.

## Sonderisolierstation
Das Royal Free Hospital besitzt eine Sonderisolierstation für die Behandlung hochinfektiöser Krankheiten wie Ebola. 2014 wurde hier William Pooley (ein Ebola-Patient) erfolgreich behandelt und im Dezember 2014, Pauline Cafferkey (ebenfalls eine Ebolapatientin) bei der in Glasgow Ebola diagnostiziert wurde, für die Behandlung hierher verlegt.
Bereits vorher wurde ein Patient mit Krim-Kongo-Fieber hier behandelt.

## Verkehrsverbindungen
Die nächstgelegene U-Bahn-Station ist Belsize Park, die nächste Stadtbahn-Station ist der Bahnhof West Hampstead.